# Astilbe khasiana
Astilbe khasiana, Hallier f.  är en stenbräckeväxt som  ingår i släktet astilbar och familjen stenbräckeväxter. 
Inga underarter finns listade i Catalogue of Life.

## Habitat
- Assam